# Museu da História e da Cultura Afro-Brasileira

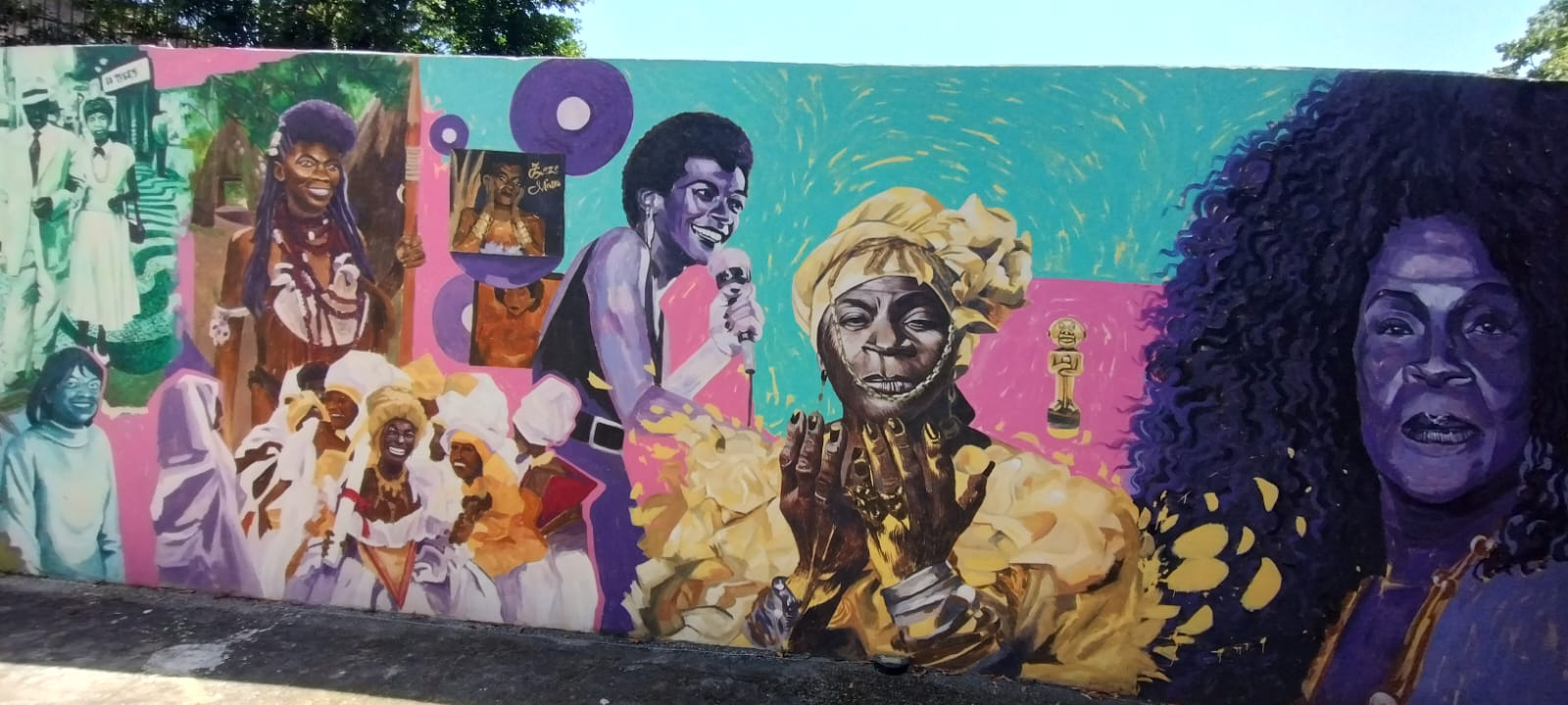
Mural de grafite em homenagem à atriz e ativista brasileira, Zezé Motta no pátio do MUHCAB.

O Museu da História e da Cultura Afro-Brasileira (MUHCAB) é um museu no Rio de Janeiro. Foi criado, em 12 de Maio de 2017, pelo Decreto Municipal Nº 43.128/2017, sendo sua sede a antiga Escola José Bonifácio. Foi criado com o objetivo de falar sobre a preservação da cultura africana no Brasil. A instituição fica localizada na Pequena África, na rua Pedro Ernesto, n° 80 e tem como marco inicial o Cais do Valongo e, junto com o Morro da Providência, conta a história e cultura negra da cidade do Rio de Janeiro.
O museu nasceu da vontade e do desejo de se construir um museu que fosse dedicado à história e legado da escravidão, trazendo críticas e reflexões sobre este período que deixou e deixa marcas até hoje na sociedade brasileira. O MUHCAB busca ressignificar e problematizar a escravidão: entende-se que apenas a memorialização de alguns locais da zona portuária do Rio de Janeiro não são suficientes para reconhecer os impactos da escravidão para a população negra do Brasil. Desta forma, todo o museu é focado na cultura e história negra do Brasil e suas salas são nomeadas de acordo com personalidades negras como: Grande Otelo, Abdias do Nascimento, Conceição Evaristo, Agnaldo Camargo, Mestre Marçal, entre outras.

## Acervo
O MUHCAB é considerado um museu de vertente híbrida, ou seja, possui duas tipologias de museu diferentes em sua criação: museu de território e museu a céu aberto. Seu acervo é dividido entre museológico e territorial. O acervo territorial é composto pelo território ao redor do museu como o Morro da Providência e o Morro do Pinto, os bairros que formam a Pequena África, Saúde, Centro, Gamboa e também pontos importantes para a cultura afro-brasileira o Cais do Valongo e o Quilombo da Pedra do Sal.
O acervo museológico possui quadros de pintura e esculturas dos diversos momentos da história municipal, esculturas representativas dos orixás das religiões de matrizes africanas, esculturas de personalidades negras brasileiras, coleções de fotografias como a Coleção Ruth de Souza e a Coleção do Centro de Estudos da FUNDACEN. Acervos doados por artistas como Ruth de Souza e trabalhos pertencentes a Heitor dos Prazeres, Manezinho de Araújo e Nelson Sargento.

## Sítio Arqueológico Cais do Valongo
O Cais do Valongo é um antigo ponto de desembarque de escravizados vindos de Angola e das Áfricas Centro-Ocidental e Oriental, fica localizado na rua Barão de Tefé entre as ruas Coelho e Castro e Sacadura Cabral. O porto foi construído pela Intendência Geral de Polícia da Corte do Rio de Janeiro em 1811, devido a ordem de proibição do Vice Rei do Brasil e Marquês do Lavradio que os escravizados desembarcassem na zona central da cidade carioca, a partir da construção até 1831 com a proibição do Tráfico Negreiro pela Inglaterra e o encerramento das atividades do cais, houve o desembarque de aproximadamente 500 mil e um milhão de escravizados, sendo o apogeu nos anos 1820.
Em 1843, após 12 anos do fechamento do Cais, o governo imperial realizou uma reforma na região para receber a futura imperatriz brasileira, a princesa Teresa Cristina, sendo rebatizado como Cais da Imperatriz, apagando toda história do maior ponto de desembarque de escravizados do estado do Rio de Janeiro. No ano de 1904, as reformas do prefeito Pereira Passos é aterrado. Durante as reformas na região portuária do Rio de Janeiro  os dois cais foram redescobertos, junto com uma quantidade de artefatos e objetos religiosos provenientes do Congo e de Angola e Moçambique também. O Instituto do Patrimônio Histórico e Artístico Nacional (IPHAN) e a Prefeitura do Rio de Janeiro escreveram um dossiê pedindo a Organização Nacional das Nações Unidas para a Educação, a Ciência e a Cultura (UNESCO) que o Cais do Valongo e o Cais da Imperatriz, devido sua importância arqueológica, fossem declarados Patrimônios da Humanidade da UNESCO. O sítio arqueológico foi declarado como tal em 9 de Julho de 2017 na 41° sessão do Comitê da UNESCO.  

## Achados do Cais do Valongo - Exposição no MUHCAB
Com as obras do Porto Maravilha por volta de 1,2 milhão de peças com valor histórico do século 19 foram recuperadas, sendo 262 mil relativas às escavações no entorno da área do Cais do Valongo. Os frutos dessas escavações arqueológicas realizadas em 2011 são artefatos de matrizes africanas como: contas de colares, búzios, brincos e pulseiras de cobre, cristais, peças de cerâmica, anéis de piaçava, figas, cachimbos de barro, material em cobre, âmbar, corais e miniaturas de uso ritualístico. Atualmente fazem parte do acervo do Laboratório Aberto de Arqueologia Urbana (LAAU).
Cerca de 180 desses achados arqueológicos constituem o acervo da exposição de longa duração Achados do Valongo em exposição no MUHCAB. Considerada a primeira vez que são apresentadas na cidade peças que contam um pouco da história da herança africana no Rio de Janeiro, a exposição foi inaugurada em 30/11/2022 após 11 anos de pesquisa e estudo arqueológico dessas peças ligadas ao sagrado e ao cotidiano.
A mostra é realizada por meio da Secretaria Municipal de Cultura e do Instituto Rio Patrimônio da Humanidade, com curadoria dos pesquisadores da UERJ e do Museu Nacional, organização do MUHCAB, patrocínios do Instituto Moreira Salles e do Instituto D’Orbigny e supervisão do Instituto do Patrimônio Histórico e Artístico Nacional (IPHAN).